# Asia Rugby Championship Division 1 2017
El Asia Rugby Championship Division 1 de 2017, fue el torneo de la segunda división que organiza la federación asiática (AR).
El campeonato se celebró en mayo en Ipoh, Malasia. La selección local se coronó campeona al derrotar a sus 3 rivales y ascendió al Top 3 del 2018.

## Equipos participantes
- Selección de rugby de Emiratos Árabes Unidos (Halcones)
- Selección de rugby de Filipinas (Volcanes)
- Selección de rugby de Malasia
- Selección de rugby de Sri Lanka (Tuskers)

## Posiciones
| Pos. | Equipo           | Encuentros | Encuentros | Encuentros | Encuentros | Tantos  | Tantos    | Tantos     | Puntos |
| Pos. | Equipo           | jugados    | ganados    | empatados  | perdidos   | a favor | en contra | diferencia | Puntos |
| ---- | ---------------- | ---------- | ---------- | ---------- | ---------- | ------- | --------- | ---------- | ------ |
| 1    | Malasia          | 3          | 3          | 0          | 0          | 98      | 39        | + 59       | 17     |
| 2    | Sri Lanka        | 3          | 2          | 0          | 1          | 66      | 52        | + 14       | 11     |
| 3    | Filipinas        | 3          | 1          | 0          | 2          | 55      | 90        | - 35       | 6      |
| 4    | E. Árabes Unidos | 3          | 0          | 0          | 3          | 65      | 103       | - 38       | 0      |

Nota: Se otorgan 3 puntos al equipo que gane un partido, 1 al que empate y 0 al que pierda
|  | Campeón y continúa en carrera a Japón 2019 |

|  | Eliminados de Japón 2019 |

## Resultados

### Primera fecha
| 14 de mayo | Sri Lanka | 24 - 13 | Filipinas |  |  |
|            |           | Reporte |           |  |  |

| 14 de mayo | Malasia | 36 - 22 | Emiratos Árabes Unidos |  |  |
|            |         | Reporte |                        |  |  |

### Segunda fecha
| 17 de mayo | Sri Lanka | 33 - 17 | Emiratos Árabes Unidos |  |  |
|            |           | Reporte |                        |  |  |

| 17 de mayo | Malasia | 40 - 8  | Filipinas |  |  |
|            |         | Reporte |           |  |  |

### Tercera fecha
| 20 de mayo | Filipinas | 34 - 26 | Emiratos Árabes Unidos |  |  |
|            |           | Reporte |                        |  |  |

| 20 de mayo | Malasia | 22 - 9  | Sri Lanka |  |  |
|            |         | Reporte |           |  |  |

| Bandera de Malasia               |
| Campeón de la División 1 Malasia |
| Segundo título                   |